# Ceratopteris
Ceratopteris es un género de helechos perteneciente que consta de 3 especies de plantas acuáticas, conocidas por los acuaristas de todo el mundo.
Ceratopteris es monofilético, se anida dentro de Pteridaceae en todos los análisis moleculares, y parece ser hermano de Acrostichum -Hasebe et al. 1995, Pryer et al. 1995-. Tiene una cantidad de fuertes autapomorfías que lo separan de otras pteridáceas: esporas con crestas gruesas con estrías paralelas, 32 o menos esporas por esporangio, esporangios con anillo mal definido, hábito acuático, x = 38. Por eso muchos taxónomos la han puesto en su propia familia, Parkeriaceae -por ejemplo Copeland 1947, Pichi Sermolli 1977-. Muchas de estas autapomorfías -como el número reducido de esporas, la pérdida del anillo- parecen ser una consecuencia de su deriva hacia los hábitats acuáticos.
El género es conocido por los acuaristas de todo el mundo. Ceratopteris thalicroides es conocido como "helecho japonés" o "helecho de encaje" por los acuaristas.

## Distribución
Género ampliamente extendido con 4 de 6 especies en los trópicos húmedos.
Ceratopteris es importante en el estudio de las pteridofitas porque es un organismo comúnmente usado como modelo en estudios genomicos debido a si fácil y rápido cultivo en laboratorio.

## Clasificación anterior
Ceratopteris fue durante mucho tiempo clasificada dentro de la familia Parkeriaceae. Se consideró oportuno encuadrarla de aquella manera debido a sus adaptaciones al medio acuático, sin embargo, estudios moleculares recientes han mostrado que está claramente hermanada al género Acrostichum, en Pteridaceae.

## Taxonomía
Introducción teórica en Taxonomía
Ceratopteris fue descrito por Adolphe Theodore Brongniart y publicado en Bulletin des Sciences, par la Societe Philomatique 1821: 186. 1822. La especie tipo es: Ceratopteris thalictroides (L.) Brongn.

## Especies aceptadas
- Ceratopteris cornuta (P. Beauv.) Lepr.
- Ceratopteris pteridoides (Hook.) Hieron.
- Ceratopteris succulenta (Roxb.) Fraser-Jenk.
- Ceratopteris thalictroides (L.) Brongn.